# Maciuhî
Maciuhî (în ucraineană Мачухи) este localitatea de reședință a comunei Maciuhî din raionul Poltava, regiunea Poltava, Ucraina.

## Demografie
Componența lingvistică a localității Maciuhî
     Ucraineană (94,91%)
     Rusă (4,44%)
     Alte limbi (0,18%)
Conform recensământului din 2001, majoritatea populației localității Maciuhî era vorbitoare de ucraineană (94,91%), existând în minoritate și vorbitori de rusă (4,44%).